# لیو وی (بازیکن بسکتبال)
لیو وی (انگلیسی: Liu Wei؛ زادهٔ ۱۵ ژانویهٔ ۱۹۸۰) بازیکن بسکتبال اهل چین بود.
وی در مسابقات کشوری و بین‌المللی در مجموع برندهٔ ۴ مدال طلا، ۲ مدال نقره شده‌است.